# جورجينا هويل
جورجينا هويل (بالإنجليزية: Georgina Howell)‏ هي صحفية بريطانية، ولدت في 8 مايو 1942، وتوفيت في 21 يناير 2016.